# Via San Gregorio Armeno

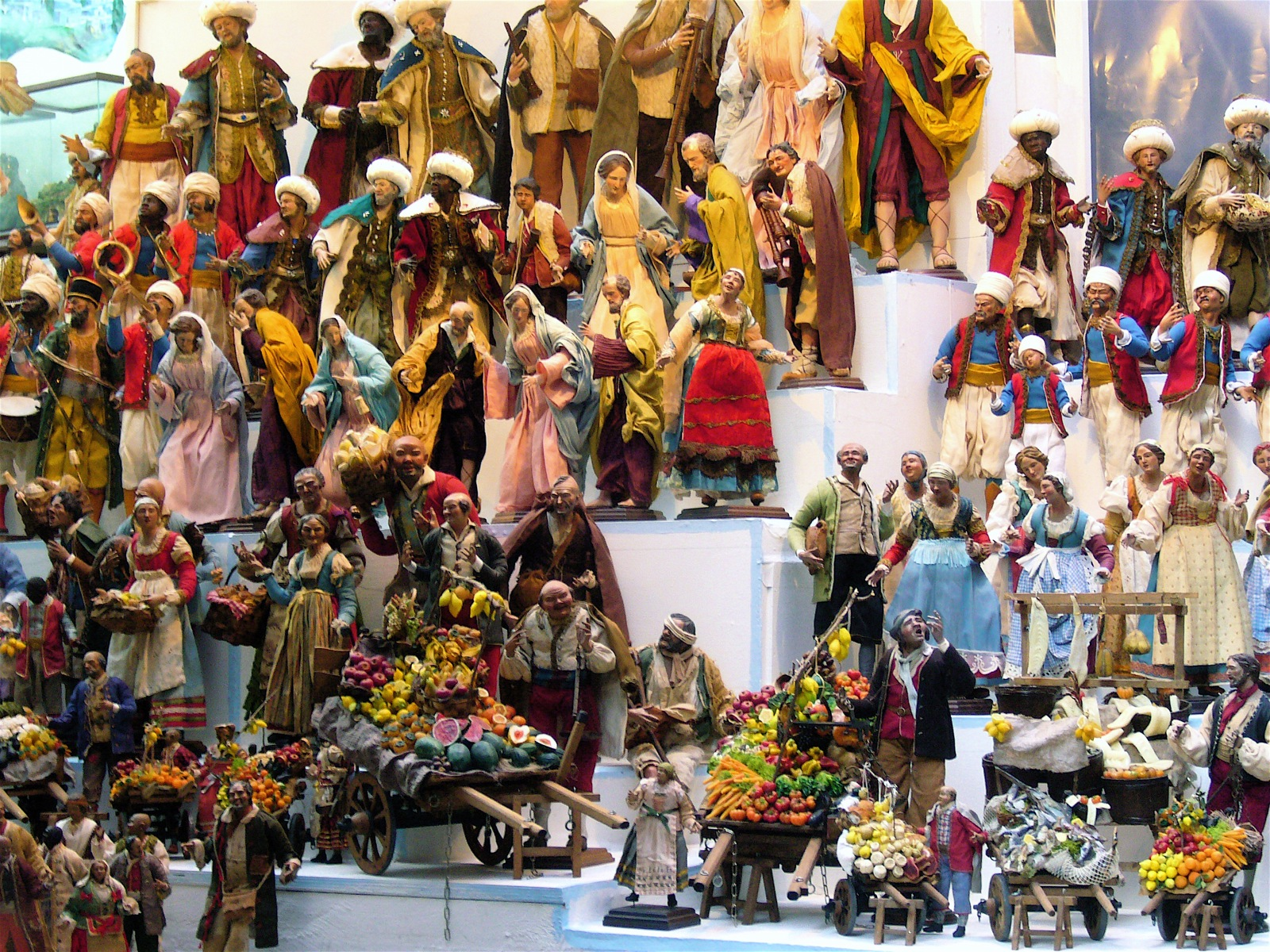
Santons exposés dans la rue San Gregorio Armeno.

La via San Gregorio Armeno est une rue du centre historique de Naples.

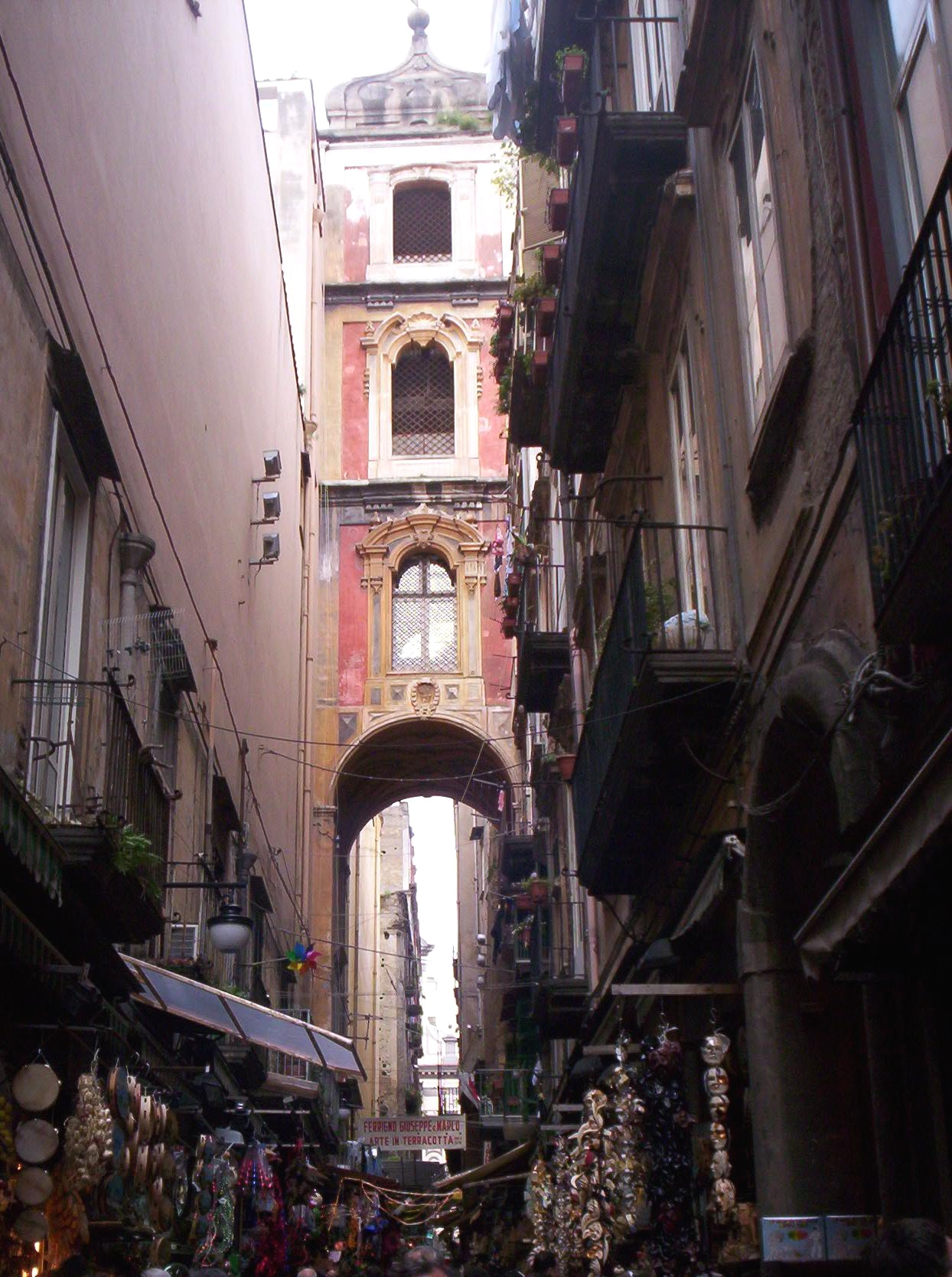
Aperçu de la via San Gregorio Armeno.

Elle prend son nom  de la proche église de San Gregorio Armeno édifiée vers 930. Célèbre pour ses boutiques artisanales d'art santonnier, elle est l'endroit où convergent de nombreux visiteurs pendant la période de Noël.

## Histoire
La rue est très ancienne et remonte à l'époque romaine. Il semble que la tradition de la figurine ait une origine lointaine; dans cette rue existait un temple (aujourd'hui emplacement de l'église San Gregorio Armeno) dédié à Cérès à laquelle les habitants offraient comme ex-voto des petites statues de terracotta fabriquées dans les proches boutiques.
La voie est dite aussi platea nostraina en mémoire du quinzième évêque de Naples, saint Nostrien (san Nostriano), qui y fit construire des thermes. Charnière urbaine du cœur historique, elle relie les principales artères comme la via San Biagio dei Librai et la via Tribunali (decumanus).
Au cours des siècles, elle a maintenu une extraordinaire vitalité ; autrefois, lieu culturel et artistique qui accueillait des ateliers de peintres, de sculpteurs, de ciseleurs, de doreurs, etc., qui avec leurs talents ont rendu célèbres églises et palais. Aujourd'hui, elle est principalement dédiée à l'artisanat des crèches de Noël.

### Source de la traduction
- (it) Cet article est partiellement ou en totalité issu de l’article de Wikipédia en italien intitulé « Via San Gregorio Armeno » (voir la liste des auteurs).